# Elne
Elne (katalánsky Elna) je opevněné staré město na jihu Francie v departementu Pyrénées-Orientales.

## Geografie

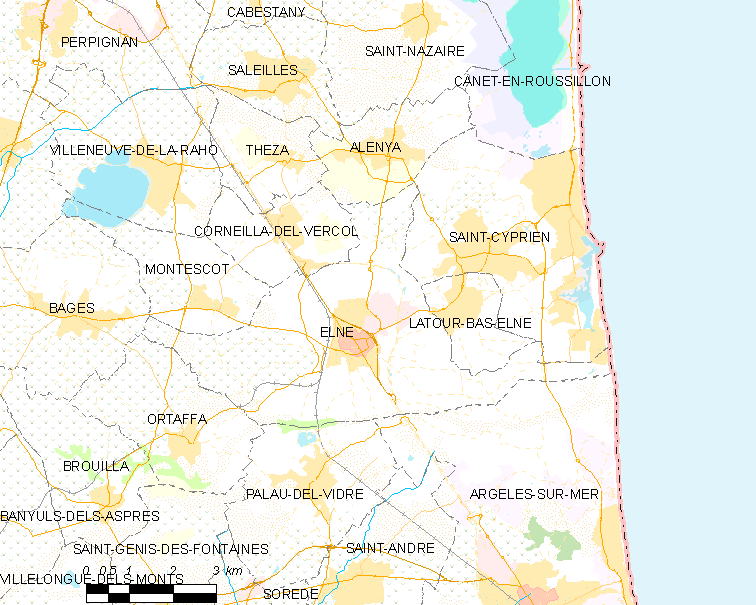

## Historie Elne
Město Elne kdysi bývalo hlavním městem Roussillonu a až do r. 1602 sídlem biskupa (od té doby je Elne součástí diecéze Diecéze Perpignan-Elne) . Na starou slávu upomíná trojlodní románská katedrála svaté Eulálie a Julie s gotickými kaplemi. Dodnes zachovaná křížová chodba je z cererského mramoru a hlavice sloupů jsou pokryty listovými ornamnety, biblickými motivy a také motivy zvířat (lvů a koz).

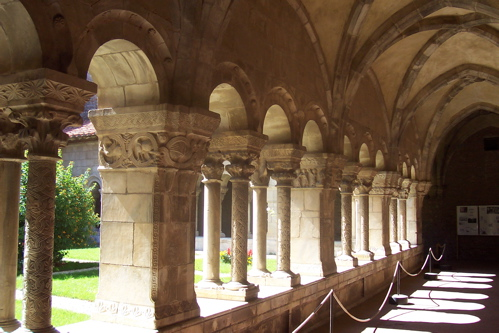
Křížová chodba

## Vývoj počtu obyvatel
Počet obyvatel

## Slavní obyvatelé
- Étienne Terrus, malíř
- Camille Cabana, politik